# Recuerdos de una mujer de la generación del 98
Recuerdos de una mujer de la generación del 98 son las memorias de la escritora española Carmen Baroja editadas en 1998 por Amparo Hurtado.

## Mujeres de la Generación del 98
Con este título se nombra a las mujeres cuya obra y pensamiento se encuentran dentro de las preocupaciones y temáticas de dicha generación, que buscaba la regeneración y modernización de España en todos los ámbitos. Empezaron a publicar antes de la Primera Guerra Mundial, no se conocían mutuamente ni desarrollaron un asociacionismo femenino durante los primeros años de su actividad. Además comenzaron a escribir tardíamente, ya casadas o en plena madurez. Figuran en este listado: Blanca de los·Ríos, Sofía Casanova, Carmen de Burgos, Concha Espina, María Goyri, María Lejárraga, Isabel Oyarzábal, Pilar Millán Astray y María de Maeztu, Consuelo Álvarez Pool y Victoria Kent.

## Contexto
En el siglo XIX, en España, que una mujer se dedicara a la escritura con fines de publicación era, por lo general, objeto de desaprobación social. Esta actitud predominante influía notablemente en el contenido y la forma de las obras escritas por mujeres, especialmente cuando se trataba de textos de carácter autobiográfico. Sin embargo, sí que existen ejemplos: las Memorias de Juana de Vega, en las que relata los dieciocho años durante los cuales ejerció como aya de Isabel II; los "Apuntes autobiográficos" de Emilia Pardo Bazán, publicados como prólogo en la primera edición de Los pazos de Ulloa, con el propósito de afirmar su vocación intelectual; y la autobiografía de Gertrudis Gómez de Avellaneda, situada entre la carta personal, el diario íntimo y la escritura confesional.
Sin embargo, el libro de Carmen Baroja no son unas memorias completas ya que no son exhaustivas, así no habla de su matrimonio, que lo cuenta en quince líneas ante el dolor que le producen su recuerdo. El sentimiento que domina y sobre el que insiste una y otra vez es el de monotonía y hastío.  La autora no quiso que sus recuerdos fueran publicados sino que son un ejercicio personal de memoria. Ella se adscribe a la Generación del 98 por afinidad estética y porque compartió espacios con los adscritos a ella. Sin embargo, en la parte final de su obra, ofrece sus opiniones sobre su hermano Pío Baroja, José Ortega y Gasset, Gregorio Marañón, José Gutiérrez Solana y Gómez de la Serna y, en general, las críticas que formula son negativas. Arremete contra la admiración que profesaban hacia la aristocracia y contra ciertas cualidades que se relacionan con el exceso. El aspecto más interesante es la desmitificación de la figura del escritor, separando al hombre de su obra y valorando más esta última que la personalidad de su creador.
Su feminismo surge de una crítica profunda a la sociedad española de su tiempo y a la mentalidad imperante, que excluía injustamente a las mujeres de derechos como el acceso a la educación y a la cultura.

## Sinopsis
Baroja comenzó a escribir los recuerdos de su vida en 1943. Lo hizo durante tres años en hojas sueltas, de diferentes tamaños y colores, y sin ninguna numeración. Al morir, el manuscrito quedó olvidado aunque permaneció en el recuerdo de sus hijos. Julio Caro Baroja lo nombra en Los Baroja y, a partir de esta referencia, la filóloga Amparo Hurtado con ayuda de los hijos de la escritora, Julio y Pío, lo encontró en la casa familiar en Vera de Bidasoa.
Los recuerdos aparecen distribuidos por la editora en seis capítulos que se corresponden con las diferentes casas que Carmen habitó junto a su familia, primero en Madrid, luego, durante los años de guerra, en Vera de Bidasoa, y finalmente de nuevo en Madrid, en la calle de Alarcón, lugar y tiempo de la evocación, principio y final de su escritura (1943-46).